# Marta Aledo
Marta González de Aledo (Madrid, 2 de maig de 1978), coneguda popularment com a Marta Aledo, és una actriu i directora espanyola, coneguda especialment per la seva participació en la sèrie Vis a vis d'Antena 3 i FOX España en el paper de Teresa "Tere" González.

## Biografia
Llicenciada en Imatge i so per la Universitat Complutense de Madrid, Marta Aledo va completar la seva formació acadèmica amb diversos cursos de dansa i interpretació. Així mateix, després de debutar com a actriu en televisió el 1997 amb Al salir de clase, també es va deixar veure en sèries de gran audiència en la televisió espanyola com Médico de familia, Siete vidas, Hospital Central o Águila roja amb papers secundaris.
D'altra banda, el seu debut al cinema va arribar també l'any 1997, amb la pel·lícula Airbag del director Juanma Bajo Ulloa. El gran salt el va donar el 2015, quan va començar a interpretar al personatge «Tere» en la sèrie de televisió espanyola Vis a vis. A més, la seva tasca com a directora en el curt Seattle va aconseguir diversos premis el 2018, com el Premi a Millor Guió en els Premis Fugaz al curtmetratge espanyol (certamen en el qual va rebre tres nominacions).

## Filmografia com a actriu

### Televisió
- 1997. Al salir de clase.
- 1998. Médico de familia.
- 1998. Petra Delicado.
- 1999. Robles, investigador.
- 2000. Periodistas.
- 2002; 2003. Policías, en el corazón de la calle.
- 2003. Salvaje.
- 2003. Vientos de agua.
- 2003; 2006. Hospital Central.
- 2004. Casi perfectos.
- 2004. Flores muertas. (telefilm).
- 2004. Los Serrano.
- 2005. Mis adorables vecinos.
- 2005. Siete vidas.
- 2006. Cuatro esferas.
- 2006. Fuera de control.
- 2007. Hermanos y detectives.
- 2008. U.C.O.
- 2008. Impares.
- 2008. Lex.
- 2008. Cazadores de hombres.
- 2009. Acusados.
- 2009 - 2013. Águila roja.
- 2010. Sofía.
- 2012. El don de Alba.
- 2013. Gran Reserva: El origen.
- 2014. Bienvenidos al Lolita.
- 2015 - 2019. Vis a vis.
- 2019. Élite.
- 2020. Las chicas del cable.

### Cinema

#### Pel·lícules
- 1997. Airbag.
- 2000. Talk show.
- 2000. Besos para todos.
- 2000. El gran marciano.
- 2004. Oculto.
- 2004. Para que no me olvides.
- 2004. Princesas.
- 2004. Reinas.
- 2005. AzulOscuroCasiNegro.
- 2006. Mujeres en el parque.
- 2006. Las trece rosas.
- 2007. Tocar el cielo.
- 2009. La vergüenza.
- 2009. Los abrazos rotos.
- 2012. Los amantes pasajeros.

#### Curtmetratges
- 2003. Carisma.
- 2004. La luz de la primera estrella.
- 2005 - 2006. Marta contra Marta.
- 2005. Ponys.
- 2006. Reparación.
- 2006. Ludoterapia.
- 2008. Machu Picchu.
- 2008. Un día cualquiera.
- 2009. La concejala antropófaga.
- 2010. Skye.
- 2010. No te miento si adivinas lo que pienso.
- 2013. Das kind.